# Esla
L'Esla est une rivière des provinces de León et Zamora au nord-ouest de l'Espagne. L'Esla est un affluent droit du fleuve le Douro (Duero en Esp.).

## Géographie
Son cours est de 288 km de longueur[réf. nécessaire].

### Bassin versant
Son bassin versant est de 16 163 km2[réf. nécessaire].